# 깊은 사이
"깊은 사이"는 1974년에 개봉한 대한민국의 영화이다.

## 캐스팅
- 신일룡 : 민수 역
- 김진규
- 최정민
- 성진아
- 윤화영
- 서상원
- 하용수
- 전숙
- 김애경
- 이예성
- 최일
- 최재호
- 김신명
- 윤영화
- 김수천
- 나정대
- 박달
- 손전
- 김대현